# Aaron Menzies
Aaron Joseph Menzies (Manchester, 11 luglio 1996) è un cestista britannico.